# 不来梅历史

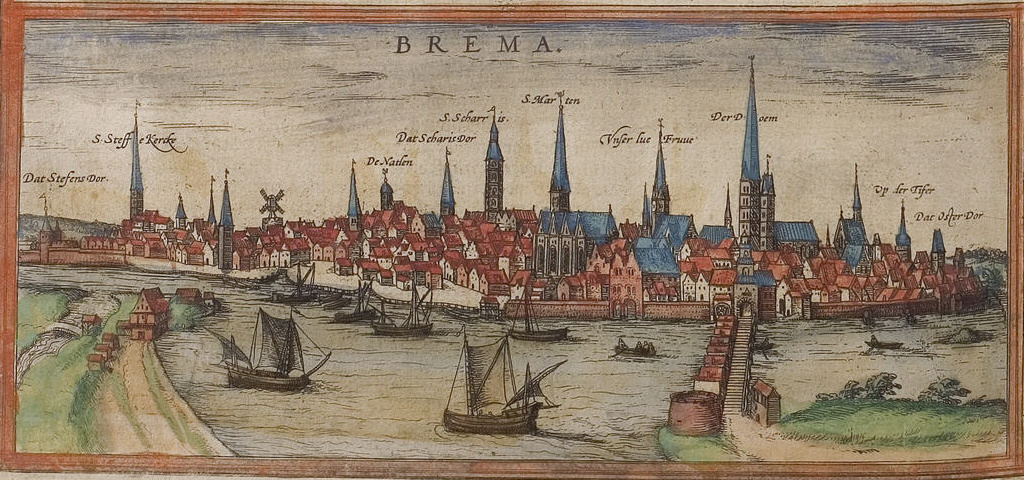
16世纪的不来梅

不来梅位于德国西北部威悉河的入海口，是一座以港口贸易兴起的大都市。在其1,200年曆史的大部分時間裡，不來梅都是神聖羅馬帝國境内內的一個獨立城市。在中世紀晚期，它是漢薩同盟的中心，该同盟曾一度壟斷北海和波羅的海貿易。為了擴大和確認其獨立性，這座城市不得不與不來梅亲王大主教持续抗爭直到宗教改革，在三十年戰爭后，瑞典帝国吞并了曾经的不來梅亲王大主教和费尔登亲王主教的辖地，在不来梅周边建立起了不来梅-费尔登，不来梅之后长期与瑞典人保持对抗态势。到17世紀初漢薩同盟名存實亡，在三十年戰爭（1618～1648年）最終導致其徹底解體前，1629年和1641年的漢薩日，由漢堡、不來梅和呂貝克肩負維護漢薩同盟利益的重任。
十九世紀末，不來梅被普魯士併入了德意志帝國。隨著不來梅港的新海上碼頭和錨地的建设和投入使用，它成為德國向美洲移民的主要港口，也是其後期發展的殖民貿易的轉口港。北德意志-勞埃德（Norddeutscher Lloyd，NDL）於1857年在不來梅成立，后来發展成為世界領先的航運公司之一。
在二十世紀，不來梅这样一個具有廣泛自由和社會民主传统的城市，在希特勒政權下失去了独立性，并入了威悉-埃姆斯大区。第二次世界大戰中，該市三分之二的建築遭到嚴重破壞，战后得到了重建和恢復。不來梅是德意志聯邦共和國的創始州之一。從1950年代後期開始，戰後的經濟奇蹟吸引了來自土耳其和南歐的工人來到這座城市，因此再加上21世紀重新安置的難民，如今不來梅近三分之一的人口有非德國血統。